# 新圩江镇
新圩江镇，是中华人民共和国湖南省永州市东安县下辖的一个乡镇级行政单位。

## 行政区划
新圩江镇下辖以下地区：
新江社区、新圩社区、什田村、竹冲村、双井村、小田村、源塘村、茶源村、军山村、桥头村、石板头村、田心村、白石江村、双庙村、柳山村、中田村、沙子铺村、白米寨村、莫家岭村、大埠头村、盈盛村、金浪村、双江村、大浪村、江力村和大群村。